# Сен-Марсель-Камп
Сен-Марсе́ль-Камп (фр. Saint-Marcel-Campes, окс. Sent Marcèl e Campas) — коммуна во Франции, находится в регионе Юг — Пиренеи. Департамент — Тарн. Входит в состав кантона Кармо-2 Валле-дю-Серу. Округ коммуны — Альби.
Код INSEE коммуны — 81262.

## География

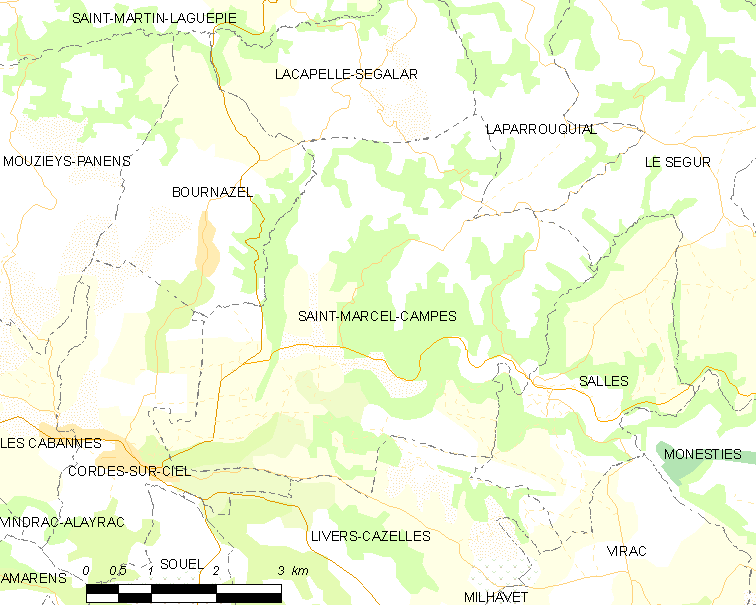
Карта коммуны

Коммуна расположена приблизительно в 540 км к югу от Парижа, в 70 км северо-восточнее Тулузы, в 21 км к северо-западу от Альби.
По территории коммуны протекает река Серу.

## Климат
Климат умеренно-океанический. Зима мягкая и дождливая, лето жаркое с частыми грозами. Ветры довольно редки.

## Население
Население коммуны на 2010 год составляло 241 человек.
| 1962 | 1968 | 1975 | 1982 | 1990 | 1999 | 2010 |
| ---- | ---- | ---- | ---- | ---- | ---- | ---- |
| 192  | 258  | 234  | 231  | 244  | 221  | 241  |

## Администрация
| Период | Период | Фамилия        | Партия | Примечания |
| ------ | ------ | -------------- | ------ | ---------- |
| 2001   | 2008   | Бернар Кот     |        |            |
| 2008   | 2020   | Жан-Пьер Марто |        |            |

## Экономика
В 2007 году среди 154 человек в трудоспособном возрасте (15—64 лет) 97 были экономически активными, 57 — неактивными (показатель активности — 63,0 %, в 1999 году было 67,8 %). Из 97 активных работали 82 человека (56 мужчин и 26 женщин), безработных было 15 (5 мужчин и 10 женщин). Среди 57 неактивных 7 человек были учениками или студентами, 25 — пенсионерами, 25 были неактивными по другим причинам.

## Достопримечательности
- Приходская церковь Св. Михаила (XII век). Исторический памятник с 1970 года.[4]
- Церковь в деревне Камп (XII век). Исторический памятник с 1930 года.[5]
- Каменный крест (XV век). Исторический памятник с 1893 года.[6]